# Індиго TV
«Індиго TV» або «Індиго» — закритий загальноукраїнський телеканал, що входив до медіаконгломерату «Медіа Група Україна», мав ліцензію на супутникове та цифрове ефірне мовлення в мультиплексі MX-5.

## Історія
Створений 2014 року, прийшовши на заміну телеканалу «Кіноточка», відповідні зміни до ліцензії ТОВ «Телерадіокомпанія „Україна“» (юридична особа каналу) внесла Національна рада України з питань телебачення і радіомовлення на засіданні 15 жовтня 2014 року.
20 жовтня 2014 канал «Кіноточка» провела ребрендинг, змінивши назву на «Індиго TV». Телеканал змінив концепцію в науково-просвітницьку з фільмопоказом.
Сітка мовлення складалася з програм та серіалів зарубіжного виробництва, а також програм, що раніше виходили на телеканалах «Україна» і «НЛО TV».
2 червня 2020 року почав мовлення у стандарті високої чіткості (HD).
У зв'язку з російським вторгненням в Україну з 24 лютого до 17 квітня 2022 року та з 12 до 21 липня 2022 року телеканал цілодобово транслював інформаційний марафон «Єдині новини» з власним логотипом а з 28 лютого 2022 року — з логотипом спорідненого каналу «Україна 24». В етері відсутня реклама.
З 18 квітня до 11 липня 2022 року телеканал відновив самостійне мовлення, змінивши програмну сітку. З етеру прибрано російські програми.
11 липня 2022 року кінцевий власник медіахолдингу Рінат Ахметов оголосив про припинення діяльності телеканалів та друкованих ЗМІ «Медіа Групи Україна» та вихід материнської компанії «SCM» з медіабізнесу, обґрунтувавши це прийняттям «закону про деолігархізацію». Усі ліцензії, якими володіли телеканали, будуть передані у власність держави. Пізніше в медіагрупі прояснили, що державі передані тільки ліцензії, які видавала НацРада з питань телебачення та радіомовлення, а активи телеканалів будуть розпродані. Наступного дня, 12 липня, всі телеканали медіагрупи припинили самостійне мовлення і розпочали трансляцію телемарафону «Єдині новини».
22 липня 2022 року телеканал припинив своє мовлення.

## Рейтинги
2021 року частка «Індиго TV» склала 0,5 % з рейтингом 0,06 % (дані Індустріального телевізійного комітету, аудиторія 18-54 міста 50 тис.+, 20-е місце серед українських каналів).

## Наповнення етеру

### Програми
- Ранок з Україною (раніше — на каналі «Україна»)
- Вечір з Україною
- Говорить Україна (раніше — на каналі «Україна»)
- ДжонсоНьюз (також на «НЛО TV»)
- Зірковий шлях (раніше — на каналі «Україна»)
- Історія одного злочину
- Місія: Краса
- Найкращий кухар на селі
- Реальна містика
- Всеукраїнська школа online
- Єврочекін
- Життя в іншому вимірі
- Життя в стилі Індиго
- Міста (рос. «Города»)
- Свекруха чи невістка
- Телепазлики
- Чотири мачо та удача
- Чудернацька наука

### Серіали
- Агенти справедливості
- Елементарно (1—3 сезони)
- Таємниці (1—22 серії)
- Топтун
- Черговий лікар
- 4исла
- Виклик
- Закон і порядок: Злочинні наміри
- Закон і порядок: Спеціальний корпус
- Медіум
- Монк
- Не зупиняйся!
- Обручка з рубіном
- Паніка Вова
- Приватні детективи
- П'ята варта
- CSI: Кіберпростір
- CSI: Місце злочину
- Сашка
- Уїтні
- Усі жінки — відьми
- Успіх
- Форс-мажори
- Хороший лікар
- Ясновидець

## Логотипи
Телеканал змінив 2 логотипи.
| Логотип | Опис |
| ------- | --- |
|         | З 20 жовтня 2014 до 17 квітня 2022 року логотипом телеканалу було рукописне слово «Індиго», над яким розташовувався білий квадрат з написом «tv». Логотип непрозорий. Знаходився у правому верхньому куті. Після початку повномасштабного російського вторгнення в Україну з 25 лютого до 17 квітня 2022 року біля логотипа був маленький прапор України, а внизу був підпис «#МИСИЛЬНІ». |
|         | З 18 квітня до 22 липня 2022 року логотипом був той самий рукописний напис «Індиго», над яким три жовті дуги (що використовувались в етері спорідненого каналу «Україна»), а під ним — градієнтний прямокутник з написом «Дивись Україну» (слово «Україну» стилізоване, як логотип однойменного каналу). Знаходиться там само.                                                            |